# Tigres Blancos JR
El Futbol Club Atlético Tigres JR A.C. fue un equipo de fútbol de México que jugaba en la Tercera división mexicana. Tiene como sede la ciudad de Tototlan, Jalisco.

## Historia
En la temporada 2007 se da la fundación del club teniendo como sede Tlajomulco anteriormente este club era la franquicia de Ganzos de Etzatlan, el técnico en el debut fue Juan Romo teniendo un buen torneo quedando fuera de la liguilla de ascenso en la última jornada.
El segundo técnico fue Cristian Martínez pero el equipo regreso a Etzatlan siendo esa su sede, para el torneo Clausura 2008 nuevamente hubo un cambio de residencia y dirección técnica, el nuevo director técnico es Gerardo Romo teniendo como sede Tototlan.
Y es así como Tigres JR se ha convertido en un equipo gitano; ya que en 3 torneos de vida han tenido 3 sedes diferentes. Desapareció en 2010.
- Datos: Q6146845